# Gana nos Jogos Olímpicos de Verão de 2024
Gana participou dos Jogos Olímpicos de Verão de 2024, realizados em Paris, na França. Foi a 16.ª aparição do país nos Jogos Olímpicos de Verão desde a estreia como Costa do Ouro em Helsinque 1952.
Foi representado por oito atletas que competiram no atletismo e natação, mas nenhum conquistou medalhas.

## Competidores
Esta foi a participação por modalidade nesta edição:
| Esporte   | Masculino | Feminino | Total |
| --------- | --------- | -------- | ----- |
| Atletismo | 5         | 1        | 6     |
| Natação   | 1         | 1        | 2     |
| Total     | 6         | 2        | 8     |

## Desempenho

### Atletismo
- Q = Qualificado para a próxima fase
- q = Qualificado para a próxima fase como o perdedor mais rápido ou, em eventos de campo, pela posição sem atingir o alvo para qualificação
- N/A = Fase não aplicável para o evento
- Bye = Atleta não precisou disputar aquela fase

Masculino
Eventos de pista
| Atleta                                                                  | Evento  | Preliminar | Preliminar | Baterias | Baterias | Semifinal | Semifinal | Final       | Final       | Ref.                    |
| Atleta                                                                  | Evento  | Tempo      | Pos.       | Tempo    | Pos.     | Tempo     | Pos.      | Tempo       | Pos.        | Ref.                    |
| ----------------------------------------------------------------------- | ------- | ---------- | ---------- | -------- | -------- | --------- | --------- | ----------- | ----------- | ----------------------- |
| Benjamin Azamati                                                        | 100 m   | Bye        | Bye        | 10.08    | 2 Q      | 10.17     | 9         | Não avançou | Não avançou | [ 5 ]                   |
| Abdul-Rasheed Saminu                                                    | 100 m   | Bye        | Bye        | 10.06    | 3 Q      | 10.05     | 7         | Não avançou | Não avançou | [ 6 ]                   |
| Joseph Paul Amoah Benjamin Azamati Ibrahim Fuseini Abdul-Rasheed Saminu | 4x100 m | N/A        | N/A        | DSQ      | DSQ      | N/A       | N/A       | Não avançou | Não avançou | [ 5 ] [ 6 ] [ 7 ] [ 8 ] |

Feminino
Eventos de campo
| Atleta                | Evento          | Qualificação | Qualificação | Final       | Final       | Ref.  |
| Atleta                | Evento          | Tempo        | Pos.         | Tempo       | Pos.        | Ref.  |
| --------------------- | --------------- | ------------ | ------------ | ----------- | ----------- | ----- |
| Rose Amoanimaa Yeboah | Salto em altura | 1.88         | 25           | Não avançou | Não avançou | [ 9 ] |

### Natação
Masculino
| Atleta       | Evento      | Eliminatórias | Eliminatórias | Semifinal   | Semifinal   | Final       | Final       | Ref.   |
| Atleta       | Evento      | Tempo         | Pos.          | Tempo       | Pos.        | Tempo       | Pos.        | Ref.   |
| ------------ | ----------- | ------------- | ------------- | ----------- | ----------- | ----------- | ----------- | ------ |
| Harry Stacey | 100 m livre | 51.12         | 52            | Não avançou | Não avançou | Não avançou | Não avançou | [ 10 ] |

Feminino
| Atleta         | Evento     | Eliminatórias | Eliminatórias | Semifinal   | Semifinal   | Final       | Final       | Ref.   |
| Atleta         | Evento     | Tempo         | Pos.          | Tempo       | Pos.        | Tempo       | Pos.        | Ref.   |
| -------------- | ---------- | ------------- | ------------- | ----------- | ----------- | ----------- | ----------- | ------ |
| Joselle Mensah | 50 m livre | 26.81         | 36            | Não avançou | Não avançou | Não avançou | Não avançou | [ 11 ] |